# Nils Mesterton
Carl Fredrik Nils Mesterton, född 16 september 1888 i Svea livgardes församling, Stockholm, död 10 november 1962 i Nora, var en svensk militär med kaptens grad och befälhavare över den trupp från Sollefteå, vilken i Ådalshändelserna den 14 maj 1931 öppnade eld och dödade fyra demonstrerande arbetare och en åskådare. Mesterton dömdes efter dessa händelser av krigsrätten i Sollefteå till åtta dagars arrest utan bevakning men frikändes senare av krigshovrätten.

## Biografi
Nils Mesterton föddes i Stockholm som son till löjtnant Carl Daniel Mesterton och dennes hustru Ebba von Redlich, dotter till Tysklands generalkonsul i Stockholm. Han var sonson till medicinaren Carl Benedict Mesterton. Efter att fadern avlidit 1889 gifte hans mor om sig 1899 med poeten Oscar Levertin, som då blev Mestertons styvfar. Efter studentexamen utbildade han sig till reservofficer. Han tog en kansliexamen och läste även nationalekonomi vid högskolan. Därefter arbetade han under en tid vid en bank, innan han slutligen tog värvning vid Västernorrlands regemente (dåvarande I 28, senare I 21) i Sollefteå.
Efter Ådalshändelserna fick Mesterton klä skott för mycket av den ilska som demonstranterna gav uttryck för. I socialistisk press kallades han bland annat "mördaren från Lunde". Mesterton själv tog händelsen mycket hårt och blev en nedbruten man. Ådalskommissionen redovisar sitt personliga intryck av Mesterton som en allvarlig och ansvarskännande man med stark pliktkänsla. Av sina underordnade beskrevs han som en omsorgsfull person med stark medkänsla, som ofta tog sina underordnades parti gentemot andra officerare.
Mesterton befordrades av socialdemokratiska regeringar till major och därefter till överstelöjtnant. Hans slutbefattning var mobiliseringsofficer vid Bergslagens artilleriregemente (A 9) i Kristinehamn.
Mesterton gifte sig 1934 med en änka och flyttade till staden Nora i Västmanland. Han avled i november 1962. Mesterton ligger begravd på Karlslunds kyrkogård norr om Nora.

## I kulturen
Låten "Kapten Mesterton" på Nynningens skiva Man mognar med åren handlar om Nils Mesterton.